# Jalani Sidek
Mohd Jalani bin Mohd Sidek (10 novembre 1963) è un ex giocatore di badminton malese.

## Palmarès
Olimpiadi
- 1 medaglia:
  - 1 bronzo (Barcellona 1992 nel doppio)

Mondiali
- 1 medaglia:
  - 1 argento (Pechino 1987 nel doppio)

Coppa del Mondo
- 2 medaglie:
  - 2 ori (Bandung/Giacarta 1990 nel doppio; Macao 1991 nel doppio)

Thomas Cup
- 5 medaglie:
  - 1 oro (Kuala Lumpur 1992)
  - 3 argenti (Kuala Lumpur 1988; Tokyo 1990; Giacarta 1994)
  - 1 bronzo (Giacarta 1986)

Giochi asiatici
- 2 medaglie:
  - 1 argento (Pechino 1990 a squadre)
  - 1 bronzo (Pechino 1990 a squadre)

Giochi del Commonwealth
- 1 medaglia:
  - 1 oro (Auckland 1990 nel doppio)

Giochi del Sud-est asiatico
- 4 medaglie:
  - 3 ori (Bangkok 1985 nel doppio; Kuala Lumpur 1989 a squadre; Manila 1991 a squadre)
  - 1 argento (Bangkok 1985 a squadre)

Campionati asiatici
- 1 medaglia:
  - 1 oro (Kuala Lumpur 1992 nel doppio)